# Eratopsis
Eratopsis is een geslacht van weekdieren uit de klasse van de Gastropoda (slakken).

## Soorten
- † Eratopsis barrandei R. Hoernes, 1880
- Eratopsis olivaria (Melvill, 1899)

### Synoniemen
- † Eratopsis crenularis Oppenheim, 1901 =>  † Eratotrivia crenularis (Oppenheim, 1901)
- † Eratopsis erro Laws, 1941 =>  † Willungia erro (Laws, 1941)